# Porvoo Butchers
Les Porvoo Butchers sont un club finlandais de football américain basé à Porvoo. Le club fut fondé en 1986.

## Palmarès
- Champion de Finlande : 2005–2010, 2023